# Zalacska
Zalacska (szlovákul: Zalužice, korábban Malé és Veľké Zalužice) község Szlovákiában, a Kassai kerület Nagymihályi járásában. Kis- és Nagyzalacska egyesítésével jött létre.

## Fekvése
Nagymihálytól 4 km-re keletre, a Széles-tó déli partján fekszik.

## Története
1249-ben említik először, de a határában talált pattintott kőszerszámok és kerámiák tanúsága szerint területén már a kőkorszakban is éltek emberek. 1249-ben Szobeszláv fia Péter birtoka volt. A nagymihályi uradalomhoz tartozott. A 15. században többször már két faluként (Kis- és Nagyzalacska) szerepel okiratokban.
A 18. század végén, 1799-ben Vályi András így ír róla: „ZALACSKA. Kis, és Nagy Zalacska. Két tót falu Ungvár Várm. földes Uraik Gr. Sztáray, és több Uraságok, lakosaik katolikusok, Kis Zalacska Nagy Zalacskának filiája; határbéli földgyeik jó termékenységűek.”
Fényes Elek 1851-ben kiadott geográfiai szótárában így ír a faluról: „Zalacska (Kis- és Nagy-), Ungh v. orosz-tót falu, Verbócz közelében: 222 romai, 306 g. kath., 13 ref., 10 zsidó lak. Rom. kath. paroch. templommal. F. u. gr. Sztáray Albert örök.”
A két községrészt 1973-ban egyesítették. Ma a régi Kiszalacska és Nagyzalacska egyesítve alkotja Zalacska községet.

## Népessége
| Év:            | 1994. | 2004.   | 2014.   | 2024.   |
| -------------- | ----- | ------- | ------- | ------- |
| Emberek száma: | 1214  | 1140    | 1152    | 1161    |
| Eltérés:       |       | -6,09 % | +1,05 % | +0,78 % |

| Év:            | 2023. | 2024.   |
| -------------- | ----- | ------- |
| Emberek száma: | 1164  | 1161    |
| Eltérés:       |       | -0,25 % |

2001-ben 1135 lakosából 1113 szlovák volt.
2011-ben 1143 lakosából 1052 szlovák volt.

## Nevezetességei
- Nagyzalacska Szent Péter és Pál apostoloknak szentelt, római katolikus temploma 1788-ban épült.
- Kiszalacska Szentháromság tiszteletére szentelt, görögkatolikus temploma 1924-ben készült.

## Lásd még
- Kiszalacska
- Nagyzalacska